# فيلارمايور
بلدية فيلارمايور (بالإسبانية: Vilarmaior)‏، هي إحدى بلديات مقاطعة لا كرونيا إحدى مقاطعات إسبانيا، و التي تقع في منطقة جليقية شمال غرب إسبانيا.
يبلغ عدد سكانها 1.388 نسمة وفقاً لإحصائية سنة (2002).